# Blepharodon hirsutum
Blepharodon hirsutum är en oleanderväxtart som beskrevs av D.J. Goyder. Blepharodon hirsutum ingår i släktet Blepharodon och familjen oleanderväxter. Inga underarter finns listade i Catalogue of Life.